# Estendard del corb

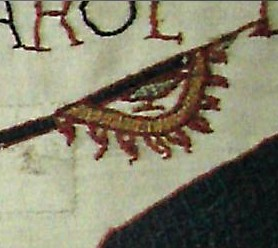
Detall del tapís de Bayeux on apareix l'estendard del corb.

L'estendard del corb (en nòrdic antic, Hrafnsmerki; en anglosaxó, Hravenlandeye) va ser una bandera possiblement de naturalesa totèmica, utilitzada per diversos caps tribals vikings i d'altres monarques escandinaus entre el segle ix i el segle xi. La bandera tal com és descrita en l'art nòrdic, era de forma aproximadament triangular, amb la vora externa arrodonida, d'on pengen una sèrie de llengüetes o borles. Tindria una certa semblança amb els penells tallats com a ornamentació a les proes dels grans vaixells vikings.
Hom creu que l'estendard del corb era un símbol del déu de la guerra Odin, qui de vegades era descrit en companyia de dos corbs anomenats Hugin i Munin i la seva intenció en portar-la en batalla podia haver estat la de provocar la por dels enemics invocant el poder del déu.

## Simbolisme del corb dins la cultura escandinava
El corb és una figura icònica comuna dins la mitologia nòrdica. Hugin i Munin ("pensament" i "memòria" respectivament) volaven al voltant del món portant a Odin notícies de tot el que succeïa. Per això, un dels molts noms d'Odin era el de "déu corb" (Hrafnaguð).
Odin estava també estretament relacionat amb els corbs perquè en els mites nòrdics era qui rebia als guerrers caiguts que arribaven al Valhalla, i els corbs estaven relacionats amb la mort i la guerra a causa de la seva predilecció per la carronya. Per tant, és probable que fossin considerats com manifestacions de les valquíries, que eren les que escollien els guerrers morts en batalla per a dur-los al costat d'Odin. La relació entre els corbs i les valquíries es devia al fet que tant aquestes com les deesses solien canviar de forma i prendre l'aparença d'ocells.
La figura del corb apareix a gran part de la poesia eskàldica descrivint la guerra. Fer la guerra, era "alimentar i satisfer" els corbs (hrafna seðja, hrafna gleðja).
En els kenningar utilitzats en la poesia nòrdica, es descriu al corb com "un ocell de sang, cadàvers i batalles; és la gavina de l'ona en la pila de cadàvers, els xiscles dels quals s'estavellen com calamarsa i malda per la carn de bon matí, quan arriba el mar de cossos morts".
Malgrat les violentes i infernals imatges amb la qual se'ls associava, els primers escandinaus veien als corbs, com figures positives; la batalla i la justícia severa no eren vistes de forma desfavorable dins la cultura nòrdica. Molts noms en nòrdic antic fan referència al corb, com ara Hrafn, Hrafnkel i Hrafnhild.

## Captura de l'estendard a la batalla de Cynwit
Durant la invasió vikinga d'Anglaterra per part del Gran exèrcit pagà, liderat pels germans Ivar el desossat, Ubbe i Halfdan Ragnarsson, els saxons van poder capturar l'estendard del corb en guanyar la batalla de Cynwit, el 878. Durant la batalla també van donar mort a Ubbe Ragnarsson, com es recull en la Crònica anglosaxona.

## L'estendard del corb a la batalla de Stamford Bridge
D'acord amb la Heimskringla, Harald Haardrade portava un estendard del corb anomenat Landøyðan (Gastador de terra); no se sap si aquest estendard era el mateix que portava Sigurd de Northúmbria. Es relata una conversa entre Harald i el rei Svend II de Dinamarca on s'esmenta l'estendard.
Svend va preguntar a Harald quina de les seves possessions era la més valuosa. Va contestar, que era el seu estendard (merki), Landøyðan. Llavors Svend va demanar quina era la virtut que el feia tan valuós. Harald va respondre que se li havia profetitzat que obtindria la victòria qui portés l'estendard; i va afegir que aquest havia estat el cas de qui ho havia aconseguit. Tot seguit Svend va dir, "Jo creuré que la teva bandera té aquesta virtut si lluites tres batalles amb el rei Magnus, amb els teus homes, i surten victoriosos en totes." 
L'exèrcit de Harald Haardrade duia l'estendard a la batalla de Stamford Bridge, portat per un guerrer anomenat "Frírek". Tan bon punt Harald va ser ferit i mort per una fletxa, el seu exèrcit va lluitar amb ferocitat per la possessió de l'estendard, i alguns dels guerrers van esdevenir berserker en el seu frenesí per obtenir la bandera. Al final la "màgia" de l'estendard va fallar, i la major part de l'exèrcit noruec va ser massacrat; només un grapat va poder escapar en els seus vaixells.
A part de l'estendard del drac d'Olaf II de Noruega, el Landøyðan de Harald Haardrada és l'únic estendard reial dels primers noruecs descrit per Snorri Sturluson a la Heimskringla.